# 阿奇瓜特河
阿奇瓜特河（西班牙語：Río Achiguate）是危地馬拉的河流，位於該國西南部，發源自恰帕斯州馬德雷山脈，發源自薩卡特佩克斯省和埃斯昆特拉省，最終注入太平洋。
1. ↑  INSIVUMEH. .   [2018-07-20]. （原始内容存档于2016-03-04）.